# Gerrie Eijlers
Daniel Gerrit (Gerrie) Eijlers (Amsterdam, 6 mei 1980) is een Nederlands voormalige handbalkeeper.

## Biografie
Eijlers groeide op in Volendam, waar hij ook begonnen is met handbalwedstrijden bij RKHV Volendam. Bij Volendam maakte hij zijn debuut in de eredivisie. In 2003 verliet Eijlers Volendam om te gaan spelen voor SG Solingen in Duitsland, dat speelde in de tweede Handball-Bundesliga. In 2006 vertrok hij naar TUSEM Essen. Met Essen promoveerde hij in 2007 weer naar de eerste Handball-Bundesliga. Van 7 november 2008 tot het einde van het seizoen speelde hij voor HBW Balingen-Weilstetten en verhuisde voor het seizoen 2009/2010 naar SC Magdeburg. Bij Magdeburg bereikt hij in 2012 de halve finales van de EHF Cup en in 2013 de kwartfinales van dezelfde Europese beker. In de zomer van 2014 ging Eijlers spelen voor GWD Minden. Enkele jaren later keerde Eijlers terug naar Nederland om weer te spelen voor Volendam. In 2020 stopte Eijlers met zijn handballoopbaan.
Op 3 juni 1998 speelde Eijlers zijn eerste senioreninterland tegen Luxemburg. In 2019 wist Eijlers met het Nederlands team te kwalificeren voor het EK 2020. Hij was tevens ook aanvoerder van de selectie die op dit toernooi speelde. Na het EK stopte hij ook als international, waarmee Eijlers in totaal 120 A-interlands op zijn naam had en 4 keer scoorde.
In 2021 stond Eijlers samen met ex-Bundesliga keeper Patrick Jordaan de bondscoach van het Nederlands damesteam, Emmanuel Mayonnade, te hulp als keeperstrainer. Vanaf 2021 is Eijlers keeperstrainer van Volendam.
In 2021 werd Eijlers toegevoegd aan de technische staf van het Nederlands herenteam. Hij was ook aanwezig als keeperstrainer en door meerdere corona besmettingen ook als reserve doelman toegevoegd bij het EK 2022.